# Uderzenie na Bank Emisyjny w Częstochowie
Uderzenie na Bank Emisyjny w Częstochowie – akcja polskiego podziemia, napad na częstochowski oddział Banku Emisyjnego w Polsce przeprowadzona 20 kwietnia 1943 roku.

## Tło
Budynek banku był w okresie międzywojennym uważany za wyjątkowo bezpieczny. W 1930 roku próbował go bezskutecznie obrabować Stanisław Cichocki „Szpicbródka”. W okresie okupacji zabezpieczenia rozbudowano, dodając podłączenie systemu alarmowego do komendy gestapo przy ul. Kilińskiego.
Narodowe Siły Zbrojne były w trudnej sytuacji finansowej, gdyż wszystkie środki na walkę podziemną musiały zdobywać w walce z wrogiem. Władze Okręgu Częstochowa zdecydowały w 1943 roku o pozyskaniu pieniędzy drogą napadu na niemiecki bank. Do współpracy przy akcji zaangażowano Narodową Organizację Wojskową, grupę byłych hubalczyków oraz Ochotniczą Brygadę Obrońców Ojczyzny ks. Feliksa Kowalika „Zagłoby”.
Jako datę przeprowadzenia napadu na bank wybrano 20 kwietnia – urodziny Adolfa Hitlera.

## Przygotowania
W lutym 1943 roku żołnierze „Zagłoby” rozbroili przebywających na wypoczynku w Kluczewsku żołnierzy Wehrmachtu, a zdobyte mundury i broń ukryli na potrzeby akcji pod Radomskiem. Tam też 19 kwietnia wynajęto na następny dzień samochód ciężarowy. 20 kwietnia we wsi Folwark ośmiu przebranych w zdobyczne mundury Wehrmachtu uczestników akcji spotkało się z ciężarówką, którą jechało trzech partyzantów ubranych po cywilnemu (Grzegorz Krućko „Wańka” z NOW, Feliks Kowalik „Zagłoba” z OBOO, i „Orzeł”). 

## Napad
Pod bank ciężarówka dotarła o 10:00, w tym czasie na pl. Biegańskiego zaczynały gromadzić się oddziały Wehrmachtu przygotowujące się do defilady z okazji urodzin Hitlera, tam czekało na nich trzech żołnierzy NSZ (por. Stanisław Szajna „Esman”, Władysław Kołaciński „Żbik” i N.N.) ubezpieczających akcję na zewnątrz budynku.
Ubrani po cywilnemu Kowalik i „Orzeł” weszli z walizkami do banku, przebrani w niemieckie mundury partyzanci udawali natomiast ich obstawę. W portierni związano strażnika – volksdeutscha oraz polskiego policjanta, a ich miejsce zajął Jan Załęski „Okoński” z NSZ. Następnie partyzanci wtargnęli do banku i zażądali wydania pieniędzy na cele walki podziemnej. Otwarcie zabezpieczonego sejfu zajęło prawie 40 minut, po otwarciu zdobyto łącznie 2,6 mln zł. Partyzanci podali się za oddział desantowy.

## Ucieczka
Wychodzący partyzanci zabrali strażnika jako zakładnika, ale ten przed bankiem wyrwał się z rąk porywaczy i krzykiem zaalarmował otoczenie. Ciężarówka przejechała jednak bez problemów przed siedzibą gestapo i udała się w kierunku Radomska, jednak zaraz za granicą miasta skręciła w stronę Św. Anny, co zmyliło pościg. W pobliżu Św. Anny partyzanci zatrzymali samochód osobowy należący do Niemca, przeładowali do niego pieniądze, a Kowalik zawiózł je do swojej parafii. Reszta partyzantów uciekała dalej ciężarówką, ściągając na siebie uwagę pościgu. Ostatecznie po strzelaninie partyzanci uciekli do lasu, a Niemcy nie ryzykując walki wstrzymali się, czekając na posiłki. Dzięki tej decyzji partyzanci uciekli Niemcom, a nieścigany już oddział rozformował się.

## Echa
W mieście plotki głosiły, że napadu dokonali brytyjscy komandosi, do tej wersji byli także przekonani sami Niemcy, również portier, który wyrwał się wychodzącym z banku partyzantom krzyczał w stronę niemieckich żołnierzy o napadzie przeprowadzonym przez Anglików.